# Foxholes
Foxholes – wieś w Anglii, w hrabstwie North Yorkshire, w dystrykcie (unitary authority) North Yorkshire. Leży 46 km na północny wschód od miasta York i 293 km na północ od Londynu.